# Eurovisiesongfestival 1996
Het Eurovisiesongfestival 1996 was het eenenveertigste Eurovisiesongfestival en vond plaats op 18 mei 1996 in Oslo, Noorwegen. Het programma werd gepresenteerd door Ingrid Bryn en Morten Harket. Van de 23 deelnemende landen won Ierland met het nummer The voice, uitgevoerd door Eimear Quinn. Dit lied kreeg 162 punten, 12,1% van het totale aantal punten. Met 114 punten werd Noorwegen tweede, gevolgd door Zweden op de derde plaats met 100 punten.
Deelname aan dit songfestival zou heel anders gaan dan in andere jaren. Het enige land dat verzekerd was van deelname was het gastland Noorwegen. De overige 22 landen werden gekozen door een jury door middel van een voorselectie. De jury zou alle liedjes op de band beluisteren en zodoende bepalen welke landen naar de 'echte' finale mochten gaan. Denemarken, Duitsland, Rusland, Hongarije, Macedonië, Israël en Roemenië kwamen niet door deze voorselectie en mochten dus niet meedoen. Zodoende kon het zijn dat een land als Duitsland weliswaar een eigen nationaal songfestival had gehouden, maar dat de winnaar Leon met zijn liedje Planet of Blue, niet mee kon doen in Oslo.
Na drie jaren van Ierse producties kon eindelijk eens een ander land het Eurovisiesongfestival weer organiseren. De Noorse omroep bedacht dan ook enkele nieuwe elementen voor tijdens de uitzending. Zo werden elk van de zogenaamde 'postcards' (de korte filmpjes die de verschillende optredens voorafgaan) afgesloten met een persoonlijke gelukwens van een prominent (meestal) politicus van het optredende land aan de deelnemende artiest. Zo zagen we onder andere de Ierse en Turkse premiers. Voor Nederland moedigde staatssecretaris voor Cultuur en Media Aad Nuis het duo Maxine & Franklin Brown aan. Voor België was die taak weggelegd voor minister-president van Vlaanderen Luc Van den Brande.
De meest genoemde act in de aanloop naar het songfestival was de Britse inzending: de Australische Gina G zou met haar up-tempo 'Ooh .. Aah .. Just A Little Bit' Europa moeten veroveren, ondanks het 'vervloekte' startnummer 2 (nog nooit heeft een nummer vanaf de tweede positie gewonnen). Haar liedje haalde in de week van het songfestival de toppositie in de Britse hitlijsten. De andere grote favoriet was de Zweedse formatie One More Time met het folkachtige nummer 'Den Vilda'. Ook de van origine Zweedse Elisabeth Andreassen die voor Noorwegen het nummer 'I Evighet' vertolkte, gold als een belangrijke kanshebber. Opvallend waren ook de vele nummers met een etnische inslag, een gevolg van de overwinning van Secret Garden het jaar voordien met Nocturne. Zo werd Frankrijk voor het eerst vertegenwoordigd door een nummer dat volledig in het Bretons gezongen werd.

## Puntentelling

### Stemstructuur
Net als vorig jaar werden in de nationale jury punten toegekend aan elk liedje. Het liedje met het meest aantal stemmen, kreeg twaalf punten. De tweede keus kreeg tien punten en de derde plaats tot en met tiende plaats kregen acht tot en met één punten. Stemmen op het eigen land is niet toegestaan.

### Score bijhouden
Er was geen fysiek scorebord. Voor het eerst in de geschiedenis van het Eurovisiesongfestival gebruike men een virtueel scorebord, in tegenstelling tot de tot dan toe gebruikte grafische scoreborden. De presentatrice wandelde tussen de scoreborden door. Overigens zou een dergelijk gebruik van 'virtual reality' voor het scorebord in de jaren daarna niet meer voorkomen.
De landen stonden in het Engels op het overzicht.
Aan de linkerkant van overzicht stond het totaal voor de landnaam, aan de rechterkant stond het totaal achter de landnaam.
De gegeven punten werden gelijk bij het totaal van het land opgeteld.
Daarbij werd de landnaam met de totaalstand lichtpaars gekleurd.
De presentatrice wandelde tussen de "bungelde" scoreborden door.
Het land dat de punten aan het doorgeven was, was herkenbaar doordat de naam cyaan kleurde.

### Stemmen
Het oproepen van de landen ging via satellietverbinding op volgorde van deelname. Alleen gastland Noorwegen kwam de punten persoonlijk op het podium bekendmaken.
Het geven van de punten gebeurde in volgorde van laag naar hoog.
De vertegenwoordiger van het land noemde het land en het aantal punten in het Engels of Frans.
Een van de presentatoren herhaalde dit in de taal waarin de punten gegeven werden
om daarna beide gegevens in de andere taal te herhalen.
Daarbij werd zowel in het Engels als het Frans points gebruikt.

### Beslissing
In de eerste helft van de puntentelling verliep de verdeling van de maximumscore van 12 punten erg wisselend, aangezien in de eerste acht stemrondes telkens een ander land de maximumscore kreeg. Tot dan toe leek het even alsof het tussen twee passievolle mediterrane nummers zou gaan, namelijk de Kroatische en de Cypriotische bijdragen. Echter, toen Zwitserland in de negende stemronde Ierland voor de tweede keer 12 punten gaf, nam Ierland de leiding weer over. Vanaf dat moment zou het niet meer te stoppen zijn en zou het nog eens vijf keer de maximumscore krijgen voor een totaalscore van 162 punten. De stemmen uit Bosnië en Herzegovina gaven de doorslag. Met nog twee landen te gaan stond Ierland op 148 punten, gevolgd door Noorwegen met 104 punten. De presentatrice zag ook dat Ierland niet meer in te halen was en gaf, voor het einde van de jurering, al aan "I think we have a winner."
Het gastland Noorwegen zou nog net voor aartsrivaal Zweden als tweede eindigen met 114 punten tegen 100. Een verrassing voor velen was Estland, dat pas voor de tweede keer meedeed. In de tweede helft van de puntentelling kwam het sterk terug en eindigde als vijfde. Na het mislukte debuut in 1994 volgde in 1996 eervol herstel. De vierde plaats voor Kroatië en de zesde plaats voor Portugal waren voor die twee landen de hoogste noteringen op het festival tot dan toe.

### Fout
Tijdens die puntentelling ging er iets mis. De Spaanse vertegenwoordigster zei 'Holland, six points', maar Ingvild Bryn verstond 'Poland'. Deze fout is later ontdekt en ook officieel aangepast door de EBU. Dit had wel degelijk gevolgen voor de einduitslag betreffende Nederland: in plaats van een achtste plaats had Nederland de zevende plaats behaald, waardoor Gina G naar de achtste plaats geschoven werd (wat nog steeds een teleurstellend resultaat is geweest voor het liedje dat vooraf als favoriet gold). Deze fout is ook de reden dat vanaf 1997 Nederland als (The) Netherlands moet worden genoemd.

### Resultaat
| Plaats | Land                  | Artiest                            | Titel                            | Punten |
| ------ | --------------------- | ---------------------------------- | -------------------------------- | ------ |
| 1      | Ierland               | Eimear Quinn                       | The voice                        | 162    |
| 2      | Noorwegen             | Elisabeth Andreassen               | I evighet                        | 114    |
| 3      | Zweden                | One More Time                      | Den vilda                        | 100    |
| 4      | Kroatië               | Maja Blagdan                       | Sveta ljubav                     | 98     |
| 5      | Estland               | Ivo Linna & Maarja-Liis Ilus       | Kaelakee hääl                    | 94     |
| 6      | Portugal              | Lúcia Moniz                        | O meu coração não tem cor        | 92     |
| 7      | Nederland             | Maxine & Franklin Brown            | De eerste keer                   | 78     |
| 8      | Verenigd Koninkrijk   | Gina G                             | Ooh aah... Just a little bit     | 77     |
| 9      | Cyprus                | Constantinos                       | Mono yia mas                     | 72     |
| 10     | Oostenrijk            | George Nussbaumer                  | Weil's dr guat got               | 68     |
| 10     | Malta                 | Miriam Christine                   | In a woman's heart               | 68     |
| 12     | Turkije               | Şebnem Paker                       | Beşinci mevsim                   | 57     |
| 13     | IJsland               | Anna Mjöll                         | Sjúbidú                          | 51     |
| 14     | Griekenland           | Mariana Efstratiou                 | Emis forame to himona anixiatika | 36     |
| 15     | Polen                 | Kasia Kowalska                     | Chçe znać swój grzech            | 31     |
| 16     | België                | Lisa del Bo                        | Liefde is een kaartspel          | 22     |
| 16     | Zwitserland           | Kathy Leander                      | Mon cœur l'aime                  | 22     |
| 18     | Slowakije             | Marcel Palonder                    | Kým nás máš                      | 19     |
| 19     | Frankrijk             | Dan Ar Braz et Héritage des Celtes | Diwanit bugale                   | 18     |
| 20     | Spanje                | Antonio Carbonell                  | ¡Ay, qué deseo!                  | 17     |
| 21     | Slovenië              | Regina                             | Dan najlepših sanj               | 16     |
| 22     | Bosnië en Herzegovina | Amila Glamočak                     | Za našu ljubav                   | 13     |
| 23     | Finland               | Jasmine                            | Niin kaunis on taivas            | 9      |

## Deelnemers

### Terugkerende artiesten
| Land        | Artiest              | Plaats | Eerdere deelname                                | Plaats toen |
| ----------- | -------------------- | ------ | ----------------------------------------------- | ----------- |
| Griekenland | Mariana Efstratiou   | 14     | Griekenland 1989                                | 9           |
| Noorwegen   | Elisabeth Andreassen | 2      | Zweden 1982 (deel van Chips)                    | 8           |
| Noorwegen   | Elisabeth Andreassen | 2      | Noorwegen 1985 (deel van Bobbysocks)            | 1           |
| Noorwegen   | Elisabeth Andreassen | 2      | Noorwegen 1994 (samen met Jan Werner Danielsen) | 6           |

In het gospelachtergrondkoor van de Oostenrijkse George Nussbaumer zong onder meer Stella Jones, die in 1995 nog aantrad voor dat land.

### Nationale keuzes
Anastazio (Eurovisiesongfestival 1990) nam opnieuw deel in Cyprus, maar werd slechts 6de. In Malta was Renato (Eurovisiesongfestival 1975) opnieuw van de partij, net als Georgina die wel als backing vocal naar het songfestival mocht. Novi Fosili en Srebrna Krila die in de jaren 80 hoge ogen gooiden voor Joegoslavië, konden niet winnen in Kroatië. Ook aanwezig was Naim Ajra van de groep Put. Jahn Teigen werd 4de in de Noorse finale. Marionn Fossett van de groep Sheeba eindigde laatste in Ierland. Kirka (Eurovisiesongfestival 1984) werd 3de in Finland. In Zweden waren Lotta Engberg (Eurovisiesongfestival 1987) en Frank Ådahl van Edin-Ådahl (Eurovisiesongfestival 1990) op het appel. Dida Dragan won in 1993 de Roemeense selectie maar strandde in de Oost-Europese voorselectie, dit jaar werd hij 2de, de winnaar Monica Anghel raakte dit jaar ook niet door de nu Europese voorselectie.

### Europese voorselectie
29 landen streden voor 22 tickets, 30 jury's gaven punten (ook het reeds geplaatste Noorwegen). Er was geen televisie-uitzending, alles gebeurde achter gesloten deuren en de 8 juryleden moesten elk lied op z'n minst 3 keer beluisteren, gespreid over 2 dagen.
| Plaats | Land                  | Artiest                           | Titel                            | Punten |
| ------ | --------------------- | --------------------------------- | -------------------------------- | ------ |
| 1      | Zweden                | One More Time                     | Den vilda                        | 227    |
| 2      | Ierland               | Eimear Quinn                      | The voice                        | 198    |
| 3      | Verenigd Koninkrijk   | Gina G                            | Ooh aah… Just a Little Bit       | 153    |
| 4      | Malta                 | Miriam Christine                  | In a Woman's Heart               | 138    |
| 5      | Estland               | Maarja-Liis Ilus & Ivo Linna      | Kaelakee hääl                    | 106    |
| 6      | Oostenrijk            | George Nussbaumer                 | Weil's dr guat got               | 80     |
| 7      | Turkije               | Şebnem Paker                      | Besinci mevsim                   | 69     |
| 8      | Zwitserland           | Kathy Leander                     | Mon cœur l'aime                  | 67     |
| 9      | Nederland             | Maxine & Franklin Brown           | De eerste keer                   | 63     |
| 10     | IJsland               | Anna Mjöll                        | Sjúbidú                          | 59     |
| 11     | Frankrijk             | Dan Ar Braz & Héritage des Celtes | Diwanit bugale                   | 55     |
| 12     | België                | Lisa del Bo                       | Liefde is een kaartspel          | 45     |
| 12     | Griekenland           | Mariana Efstratiou                | Emis forame to himona anixiatika | 45     |
| 14     | Spanje                | Antonio Carbonell                 | ¡Ay, que déseo!                  | 43     |
| 15     | Polen                 | Kasia Kowalska                    | Chcę znać swój grzech            | 42     |
| 15     | Cyprus                | Constantinos                      | Mono gia mas                     | 42     |
| 17     | Slowakije             | Marcel Palonder                   | Kým nás máš                      | 36     |
| 18     | Portugal              | Lúcia Moniz                       | O meu coração não tem cor        | 32     |
| 19     | Kroatië               | Maja Blagdan                      | Sveta ljubav                     | 30     |
| 19     | Slovenië              | Regina                            | Dan najlepših sanj               | 30     |
| 21     | Bosnië en Herzegovina | Amila Glamočak                    | Za našu ljubav                   | 29     |
| 22     | Finland               | Jasmine                           | Niin kaunis on taivas            | 26     |
| 22     | Hongarije             | Gjon Delhusa                      | Fortuna                          | 26     |
| 24     | Duitsland             | Leon                              | Blauer Planet                    | 24     |
| 25     | Denemarken            | Dorthe Andersen & Martin Loft     | Kun med dig                      | 22     |
| 26     | Rusland               | Andrej Kosinskij                  | Ja eto ja                        | 14     |
| 26     | Macedonië             | Kaliopi                           | Samo ti                          | 14     |
| 28     | Israël                | Galit Bell                        | Shalom olam                      | 12     |
| 29     | Roemenië              | Monica Anghel & Sincron           | Ruga pentru pacea lumii          | 11     |

- Finland en Hongarije eindigden ex aequo, maar Finland kreeg een hogere topscore en mocht daarom op het nippertje naar het songfestival, waar het vervolgens als laatste eindigde.

### Kaart

Deelnemende landen
Landen die al meegedaan hebben maar niet meedoen
Landen die niet door de Europese voorselectie raakten